# Calligonum laristanicum
Calligonum laristanicum är en slideväxtart som beskrevs av K. H. Rechinger & Schiman-czeika. Calligonum laristanicum ingår i släktet Calligonum och familjen slideväxter. Inga underarter finns listade i Catalogue of Life.